# Csorja (P.) Ferenc
Csorja (P.) Ferenc (Illyefalva, 1782 – Torda, 1843. május 1.) református főiskolai tanár.

## Élete
Szegény székely szülőktől származott. Nagyenyeden tanult, majd tanulmányainak befejezése után Toroczkai Miklós gróf mellé ment nevelőnek. 1824-ben Székelyudvarhelyre került tanárnak. 1831-ben jött Nagyenyedre mint igazgató-tanár, és foglalkozott az iskola anyagi helyzetével is. Baleset áldozata lett: egy megvadult lovak által elragadott szekérből kiugrott, és olyan szerencsétlenül esett, hogy meghalt.

## Munkái
- Haza és közönséges historia röviden a grammatica classis számára. Maros-Vásárhely, 1830. (2. megjobbított kiadás. N.-Enyed, 1833. 3. kiadás. Uo. 1836. 4. megj. kiad. Uo. 1841.)
- A számvetés tudománya. Röviden a falusi iskolák számára. Marosvásárhely, 1830. (2. kiadás. Nagy-Enyed, 1835.)
- Wakefieldi pap. Goldsmith után ford. Uo. 1831.
- Alap philosophia, a kezdő filozofusok számára. Uo. 1842.